# Escudo de Huesca

Escudo de Huesca

El escudo actual de la ciudad de Huesca tiene su origen en el siglo XVI. Posee la siguiente descripción heráldica:
En un campo de azur (azul), un jinete contornado (que mira a la siniestra (izquierda) del escudo) con casco y vestido de plata (blanco), armado en su diestra con una lanza del mismo metal (color) y montado sobre un caballo rampante de plata sin silla ni riendas del mismo metal (color) sobre tierra de lo mismo. En la punta del escudo aparece la leyenda siguiente: "V. V. OSCA" - "URBS VICTRIX OSCA"- ("Huesca Ciudad Vencedora'") . 
El timbre, corona real, abierta y sin diademas que es un círculo de oro, engastado de piedras preciosas, compuesto de ocho florones, cinco visibles, interpolados de perlas. El todo rodeado por dos ramas: una de palma de oro y otra de laurel de sinople (verde).
El caballero que aparece como motivo central del escudo es un elemento proveniente de monedas ibéricas y romanas localizadas en Huesca. La leyenda que figura en el escudo también se ha adoptado de la numismática romana. 
La corona real abierta es la forma que tenía la antigua corona real, usada hasta el siglo XVI, se emplea con mucha frecuencia en la heráldica de entidades territoriales menores, municipios y provincias.